# 蒂萨纳瑙
蒂萨纳瑙（匈牙利語：Tiszanána）是匈牙利赫维什州所辖的一个村。总面积68.14平方公里，总人口2390，人口密度35.1人/平方公里（2011年1月1日）。